# USS Ross (DDG-71)
USS Ross (DDG-71) je torpédoborec Námořnictva Spojených států amerických třídy Arleigh Burke. Je dvacátou první postavenou jednotkou své třídy. 

## Konstrukce
Postaven byl v letech 1995–1997 loděnicí Ingalls Shipbuilding ve městě Pascagoula ve státě Mississippi. Torpédoborec byl objednán v roce 1992, dne 10. dubna 1995 byla zahájena jeho stavba, hotový trup byl spuštěn na vodu 22. března 1996 a 28. června 1997 byl zařazen do služby.

## Služba

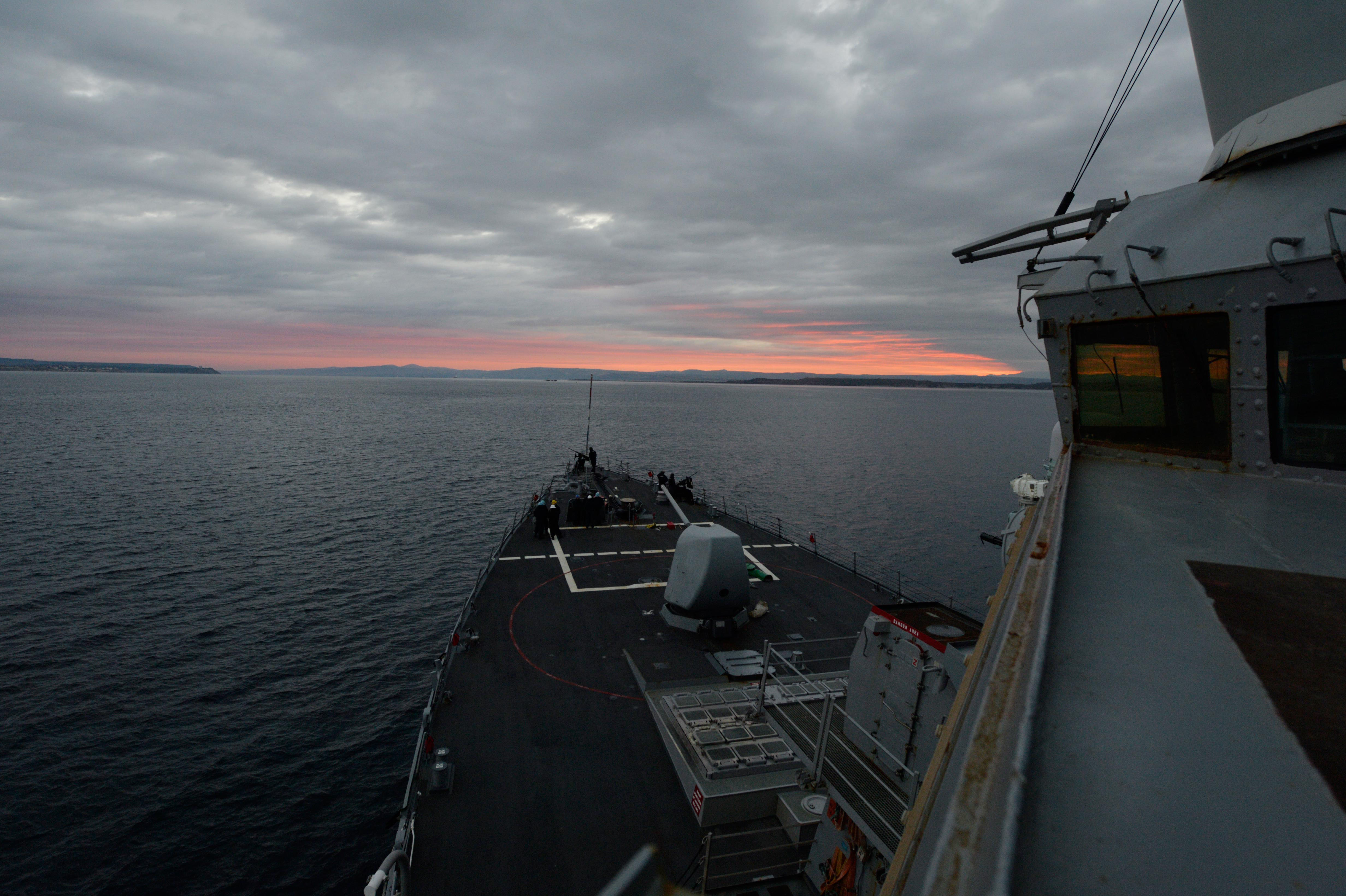
USS Ross (DDG-71) v průlivu Dardanely

První operační nasazení plavidla proběhlo od března do září 1999, přičemž se Ross podílel na operaci Spojenecká síla. V září 2001 byl Ross vyslán do Středozemního moře a Arabského zálivu, přičemž se v rámci bojové skupiny letadlové lodě USS Theodore Roosevelt zapojil do vynucování rezolucí OSN vůči Iráku a do operace Trvalá svoboda. V květnu 2015 se Ross stal obětí incidentu s Ruskou federací, když během jeho plavby po Černém moři nad ním celkem třikrát přeletěly v těsné blízkosti ruské bitevní letouny Suchoj Su-24. V říjnu 2015 se podílel na cvičení At Sea Demonstration 15 v severním Atlantiku, při kterém zneškodnil dvoustupňovou raketu Terrier-Orion vypálenou z britských Vnějších Hebrid. Dne 7. dubna 2017 spolu s torpédoborcem USS Porter vypálil 59 střel s plochou dráhou letu Tomahawk na syrskou leteckou základnu Šajrát v odvetu za chemický útok v Chán Šajchúnu údajně provedený syrskou armádou.